# Edgardo Montaldo
Edgardo Montaldo (San Nicolás, provincia de Buenos Aires, 22 de marzo de 1930-Rosario, 25 de diciembre de 2016) conocido como padre Edgardo, fue un sacerdote salesiano argentino, declarado personalidad distinguida de la ciudad de Rosario.

## Vida
Fue el mayor de seis hermanos de una conocida y numerosa familia nicoleña.
Cursó sus estudios primarios en el colegio salesiano Don Bosco de esa ciudad y a los trece años ingresó a un preparatorio como seminarista.
Llegó a Rosario para realizar tres años de práctica salesiana y de magisterio en el colegio San José, donde trabajó como maestro.
En el año 1968 comenzó su tarea con los jóvenes del barrio Industrial, frente a "La Cotar" y luego en la parroquia Domingo Savio. El destino lo guio a lo que sería su lugar en el mundo, el barrio Ludueña, donde desarrolló su tarea misionera y llevó adelante una labor social de importancia, trabajando y organizando para brindar una mejor calidad de vida a los pobladores de esa zona.

## Obra
Su obra se enfocó en la asistencia de niños y jóvenes. En ella colaboraba Claudio “Pocho” Lepratti, el militante social asesinado por la policía durante el estallido social de diciembre de 2001. También colaboraron con su obra, Marta Bugnone y Jorge Ayastuy, que integran la lista de desaparecidos de la última dictadura militar.
Su trabajo comprometido con el barrio Ludueña fue el factor decisivo para el comienzo de la Escuela Orquesta Barrio Ludueña en la Escuela 1027 “Luisa Mora de Olguín”, la orquesta donde más de doscientos chicos de la villa hacen música.
El comedor popular instalado por Montaldo fue fundamental para el Movimiento Nacional Chicos del Pueblo.
Fue uno de los históricos sacerdotes comprometidos con las luchas sociales de la ciudad y la región.

## Distinciones y homenajes
- En el año 2008 fue homenajeado por el Concejo Municipal como Personalidad Distinguida de la ciudad.[2]
- El libro Mateando entre sueños (2012), es una recopilación de escritos de más de 40 años de trabajo del padre Edgardo Montaldo, que lleva su propio estilo. Un importante grupo de colaboradores participó para hacer posible la publicación de esta obra.[9] Al mencionar los nombres de sus colaboradores, se desprende que lo hecho en Ludueña no hubiese sido posible sin "un trabajo en red con todas las fuerzas del barrio".[10]
- En enero de 2016 nació el Club Social y Deportivo Padre Montaldo, en barrio Ludueña sur. El "Montaldo" utiliza como sede un espacio cedido por una comunidad salesiana.[11] Las camisetas deportivas que utilizan los jóvenes recuerdan a Montaldo y a Pocho Lepratti, militante social asesinado por la policía en 2001, que desarrollaba allí su actividad.[11]